# Стриктура једњака
Стриктура једњака је сужење једњака (цеви за гутање), које чини гутање све тежим. Већина стриктура се развија споро, у облику хроничне болести.  У основи терапије је ширење сужења како би се поново проширио лумен једњака и олакшао опоравак.

## Основне информације
Стриктура је када било који канал или пролаз у телу постане ужи или сужен. Стриктура може отежати пролазак различитог садржаја кроз тај канал. У једњаку, стриктура може изазвати потешкоће при гутању хране и течности. Већина стриктура се може лечити мањим интервенцијама, изузев злоћудног рака, који је захтева сложенију терапију. 

## Епидемиологија
Гастроезофагеални рефлукс погађа око 40% одраслих. Процењује се да се стриктуре једњака јављају код 7-23% нелечених пацијената са рефлуксном болешћу.
Гастроезофагеална рефлуксна болест чини приближно 70-80% свих случајева стриктуре једњака. Постоперативне стриктуре чине око 10%, а корозивне стриктуре мање од 5%.
Укупна учесталост почетних и каснијих проширења пептичке стриктуре постепено се смањивала од увођења инхибитора протонске пумпе 1989. године.

### Демографија везана за расу, пол и узраст
Пептичке стриктуре су 10 пута чешће код белаца него код црнаца или Азијата. Међутим, ово је контроверзно јер је недавна ретроспективна студија известила о упоредивим учесталостима између црнаца и белаца који нису латиноамерички. Међутим, жгаравица је била чешћа, а мучнина/повраћање ређе код белаца који нису латиноамерички у поређењу са црнцима са ерозивним езофагитисом или његовим компликацијама.
Пептичке стриктуре су 2 до 3 пута чешће код мушкараца него код жена.
Како су пацијенти са пептичком стриктуром обично старији, то је и већа дужина трајања симптома рефлукса.

## Етиологија
Стриктура једњака је абнормално сужење једњака или цеви за гутање која пролази кроз груди, од уста до желуца и може изазвати потешкоће при гутању.
Многи различити процеси болести могу изазвати стриктуре једњака. Ови процеси се могу јавити изнутра или изван једњака. Процеси на унутрашњој страни узрокују да се унутрашња облога (слузокожа) набубри и/или укочи тако да се више не растеже током гутатања. До сужења изван једњака може доћи услед притиска суседних органа или израслина (тумора). Ови процеси се обично одвијају споро.
Већина стриктура једњака (чак 75%) је резултат хроничног рефлукса киселине, која се враћа у једњак и иритира слузокожу. Хронични рефлукс киселине изазива хроничну упалу унутар једњака. Временом, то може довести до стварања ожиљњог ткива (фиброзе) које сужава лумен једњак. Ово се може десити делимично или у целини, у зависности од тога колико далеко киселина путује.
Узроци стриктуре једњака деле се на неколико главних типова:

### Хронични езофагитис
Већина уобичајених узрока стриктуре једњака су врсте хроничног езофагитиса - дуготрајне упале слузнице једњака. Хронична упала изазива отицање и ожиљке. Хронични рефлукс киселине је најчешћи узрок хроничног езофагитиса, али постоји неколико других узрока  укључујући:
| Узрок                       | Карактерисзике |
| --------------------------- | --- |
| Лековима изазван езофагитис | У основи је ерозија слузнице једњака услед пречестог гутања одређених лекова, посебно нестероидних антиинфламаторних лекова и ацетаминофена или калијума. |
| Инфективни езофагитис       | Вирусне инфекције, укључујући ХПВ, ХСВ-1 и ЦМВ, и гљивичне инфекције, могу изазвати езофагитис код људи са слабијим имунолошким системом.                 |
| Еозинофилни езофагитис      | Ова ретка аутоимуна болест узрокује да имуни систем претерано реагује на потенцијалне алергене, изазивајући хроничну упалу. Може почети још у детињству.  |

### Повреда или траума
Трауматска повреда слузнице једњака такође може изазвати ожиљке и стриктуре. 
| Врста повреде              | Опис |
| -------------------------- | --- |
| Јатрогена повреда          | Ово укључује случајне, намерне и јатрогене повреде (у вези са медицинским третманом (нпр. код уклањање рака из једњака) јер могу изазвати ожиљке и стриктуре унутар једњака али и овреде оток и ожиљке и изван једњака. |
| Гутање каустичног средства | Случајно или намерно (самоубилачко) гутање нагризајућег или корозивног средства. |
| Термичка повреда           | Случајно гутање течностивеома вруће или запањивог средства. |
| Радиотерапија рака         | Терапија зрачењем за лечење рака у подручју једњака може изазвати упалу (мукозитис) и стриктуре једњака. |

### Рак
Рак једњака иако је неуобичајен облик, он је могућ узрок стриктуре једњака. Када се то догоди, није упала и ожиљци оно што сужава ваш једњак, већ прекомерни раст ћелија рака. Овај прекомерни раст се дешава брзо, у поређењу са процесом упале и стварања ожиљака.  
Већина случајева рака једњака повезана је са хроничним езофагитисом, често због хроничног рефлукса киселине. У неким случајевима, хронични езофагитис може изазвати ћелијске промене у слузници једњака. Ове промене, познате као цревна метаплазија или Баретов једњак, могу довести до канцерогених промена. Када се тумори развију изван   једњака, оне могу притиском са спољађње стране стиснути једњак . 
Рак једњака укључује:
- Аденокарцином.

- Карцином сквамозних ћелија.

- Метастатски рак (који се ширио са неког другог места, нпр. плућа).

## Фактори ризика
У факторе ризика за добијање стриктуре једњака спадају:
- Гастроезофагеална рефлуксна болест.

- Еозинофилни езофагитис.

- Честа употреба лекова против болова без рецепта.

- Лечење рака у пределу врата или грудног коша.

## Клиничка слика
Први и најчешћи симптом је све теже гутање хране. Неко време пацијент може узимањем мањег залогаје и темељнијим жвакањем олакђати тегобе. Такође временом пацијент избегава тврђу храну, а да тога није ни свесни. Али како се стриктура погоршава, ова прилагођавања мање помажу, а пацијент све више има осећај кнедлу у грлу или да мишићи у грлу не раде.
Ос осталих знакова и симптома могу се јавити:
- некардијални бол у грудима, који је повезан са једњаком.

- кашљање или гушење када се покуша гутање.

- регургитација, или враћање храна у усну дупљу.

- ненамерни губитак телесне тежине услед смањеног уноса хране.

## Терапија
По правилу, било каква сужења једњака захтевају хируршку опсервацију и оеративно лечење (обично Нисеновом хируршком фундопликацијом — Nissen fundoplication).

## Споашње везе
|  | Молимо Вас, обратите пажњу на важно упозорење у вези са темама из области медицине (здравља). |